# Paul Knoblach

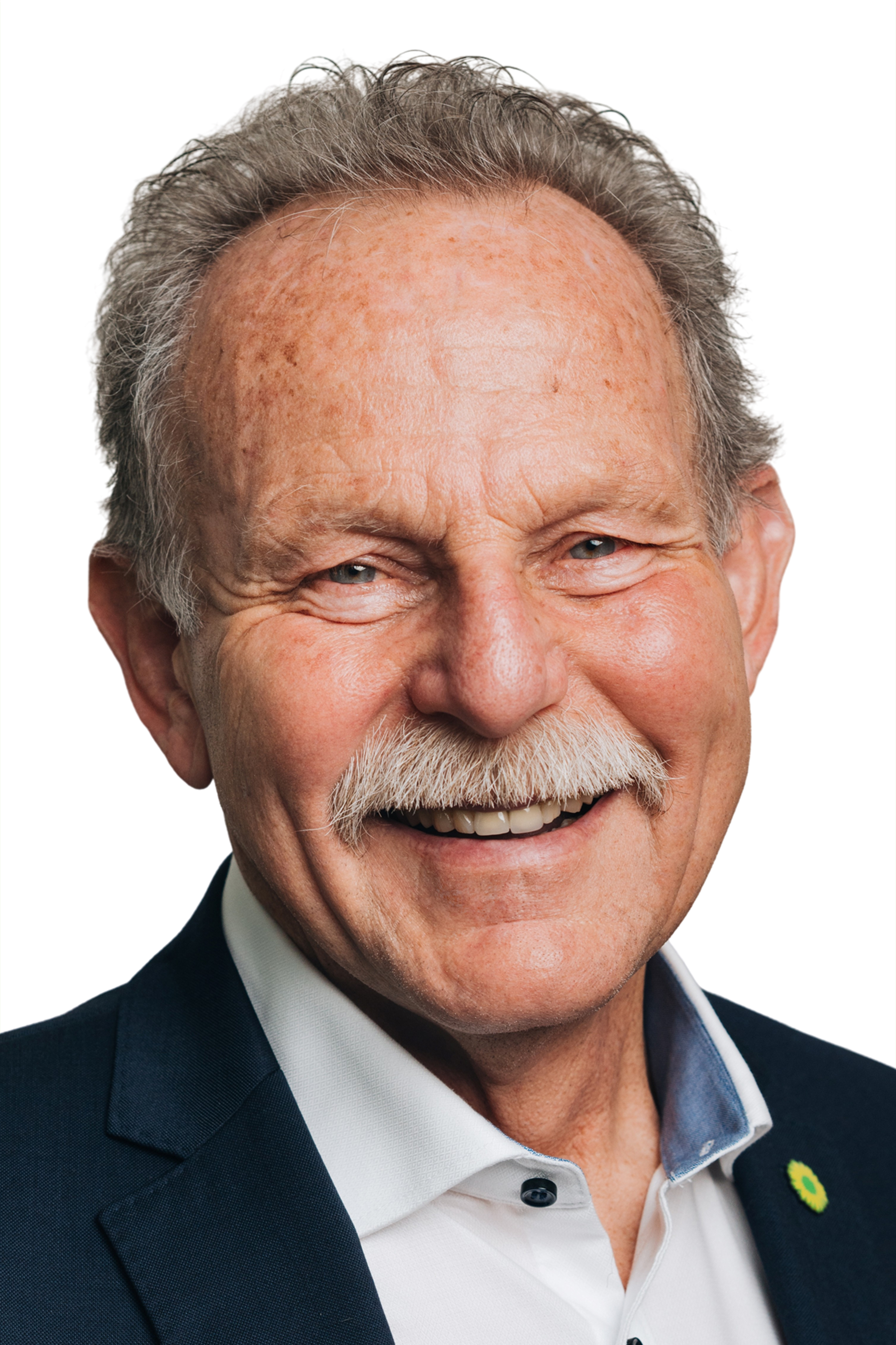
Paul Knoblach (2023)

Paul Knoblach (* 6. September 1954 in Werneck) ist ein deutscher Politiker. Als Abgeordneter von Bündnis 90/Die Grünen gehört er seit 2018 dem Bayerischen Landtag an.

## Leben

### Ausbildung und Beruf
Paul Knoblach war als ausgebildeter Mechaniker bei SKF in Schweinfurt beschäftigt. Ende der 1970er Jahre machte er eine Ausbildung zum Krankenpfleger. In diesem Beruf war er bis 2017 tätig, wobei er 1988 eine Ausbildung zum Stationsleiter und 1994 eine Ausbildung zum Fachkrankenpfleger für Psychiatrie absolvierte. Daneben übernahm er 1978 den elterlichen Bauernhof, den er 1992 auf Bio-Landbau umstellte. Seit der Umstellung des Betriebs 1992 ist er Mitglied beim Verband für ökologischen Landbau Naturland.

### Parteilaufbahn
Knoblach ist seit 2011 Mitglied von Bündnis 90/Die Grünen. Seine politische Heimat ist der Grünen-Kreisverband Schweinfurt.

### Öffentliche Ämter
Paul Knoblach war insgesamt 18 Jahre Mitglied des Gemeinderat Bergrheinfeld.
Knoblach sitzt seit 2014 für Bündnis 90/Die Grünen im Kreistag des Landkreises Schweinfurt. Er ist Mitglied des Kreisausschusses.
Seit den Landtagswahlen in Bayern 2018 ist Knoblach Mitglied des Bayerischen Landtags. Knoblach erreichte im Wahlkreis Unterfranken auf der Liste von Bündnis 90/Die Grünen das drittbeste Gesamtstimmen-Ergebnis und zog somit als Abgeordneter in den Bayerischen Landtag ein. Dort ist Knoblach Mitglied des Ausschusses für Ernährung, Landwirtschaft und Forsten. Bei der Landtagswahl in Bayern 2023 wurde er wiedergewählt und eröffnete im neuen Landtag als Alterspräsident die erste, konstituierende Sitzung.

### Privates
Paul Knoblach ist verheiratet und hat zwei Söhne. Er ist römisch-katholischer Konfession.

### Engagement für den ökologischen Landbau
Seit 1992 ist Knoblach Mitglied im Ökobauernverband Naturland. Dort war er zwischenzeitlich Landesvorstand in Bayern und Mitglied des Präsidiums.
2007 bis 2009 war Knoblach Mitinitiator des Kampfes gegen den Anbau von gentechnisch verändertem Mais, MON 810, in Unterfranken.

## Auszeichnungen
2001: Auszeichnung mit dem Förderpreis des Ökologischen Landbaus für modellhafte Freilandhaltung für Ökoschweine durch Bundesministerin Renate Künast.
2010: Auszeichnung mit der Bayerischen Staatsmedaille durch den bayerischen Landwirtschaftsminister Helmut Brunner
2022: Auszeichnung mit dem Bayerischen Verfassungsorden durch die bayerische Landtagspräsidentin Ilse Aigner.